# Zsófia Simon
Zsófia Simon (ur. 17 grudnia 1989 w Budapeszcie) – węgierska koszykarka, reprezentantka kraju, występująca na pozycjach rzucającej ub niskiej skrzydłowej, w sezonie 2022/2023 zawodniczka PEAC-Pecz.

## Osiągnięcia
Stan na 28 kwietnia 2023, na podstawie, o ile nie zaznaczono inaczej.

### Drużynowe
- Mistrzyni Węgier (2012, 2015, 2016)[3][4][5]
- Wicemistrzyni Węgier (2013)
- Brązowa medalistka mistrzostw Węgier (2014)[6]
- Zdobywczyni Pucharu Węgier (2015)[4]
- Finalistka Pucharu Węgier (2012–2014, 2016, 2023)[3][6][5]
- Uczestniczka międzynarodowych rozgrywek:
  - Euroligi (2011–2014, 2015–2017)
  - Eurocup (2010/2011, 2014/2015, 2017/2018, 2021–2023)

### Indywidualne
(* – nagrody przyznane przez portal eurobasket.com)
- Zaliczona do*:
  - I składu zawodniczek krajowych ligi węgierskiej (2012, 2017)[3][7]
  - II składu ligi węgierskiej (2012)[3]
  - składu honorable mention ligi węgierskiej (2014)[6]

### Reprezentacja
Seniorska
- Uczestniczka:
  - mistrzostw Europy (2015 – 17. miejsce, 2017 – 12. miejsce)
  - kwalifikacji do Eurobasketu (2013, 2017, 2019)

Młodzieżowe
- Mistrzyni Europy U–18 dywizji B (2009)
- Uczestniczka mistrzostw Europy:
  - U–16 (2005 – 11. miejsce)
  - U–18 dywizji B (2008, 2009)